# Nereis icosiensis
Nereis icosiensis är en ringmaskart som beskrevs av Gravier och Dantan 1928. Nereis icosiensis ingår i släktet Nereis och familjen Nereididae. Inga underarter finns listade i Catalogue of Life.